# Erman (Familie)
Erman (ɛʀˈmɑ̃) ist der Name einer ursprünglich im Elsass ansässigen Hugenottenfamilie (ursprünglicher Name: Ermendinger), die im 18. Jahrhundert nach Berlin einwanderte und zahlreiche Gelehrte hervorbrachte.

## Bekannte Familienmitglieder
- Jean Pierre Erman (1735–1814), deutscher Historiker
  - Paul Erman (1764–1851), deutscher Physiker
    - Georg Adolf Erman (1806–1877), deutscher Physiker
      - Adolf Erman (1854–1937), deutscher Ägyptologe
      - Heinrich Erman (1857–1940), deutscher Jurist
        - Walter Erman (1904–1982), deutscher Jurist und Begründer des nach ihm benannten BGB-Kommentars

      - Wilhelm Erman (1850–1932), deutscher Bibliothekar